# Шавлія блискуча
Шавлія блискуча, шавлія садова, сальвія блискуча (Salvia splendens) - вид рослини, що відноситься до родини м'ятних ). Він родом з Бразилії . Широко культивується в багатьох країнах світу як декоративна рослина.

## Морфологія і біологія

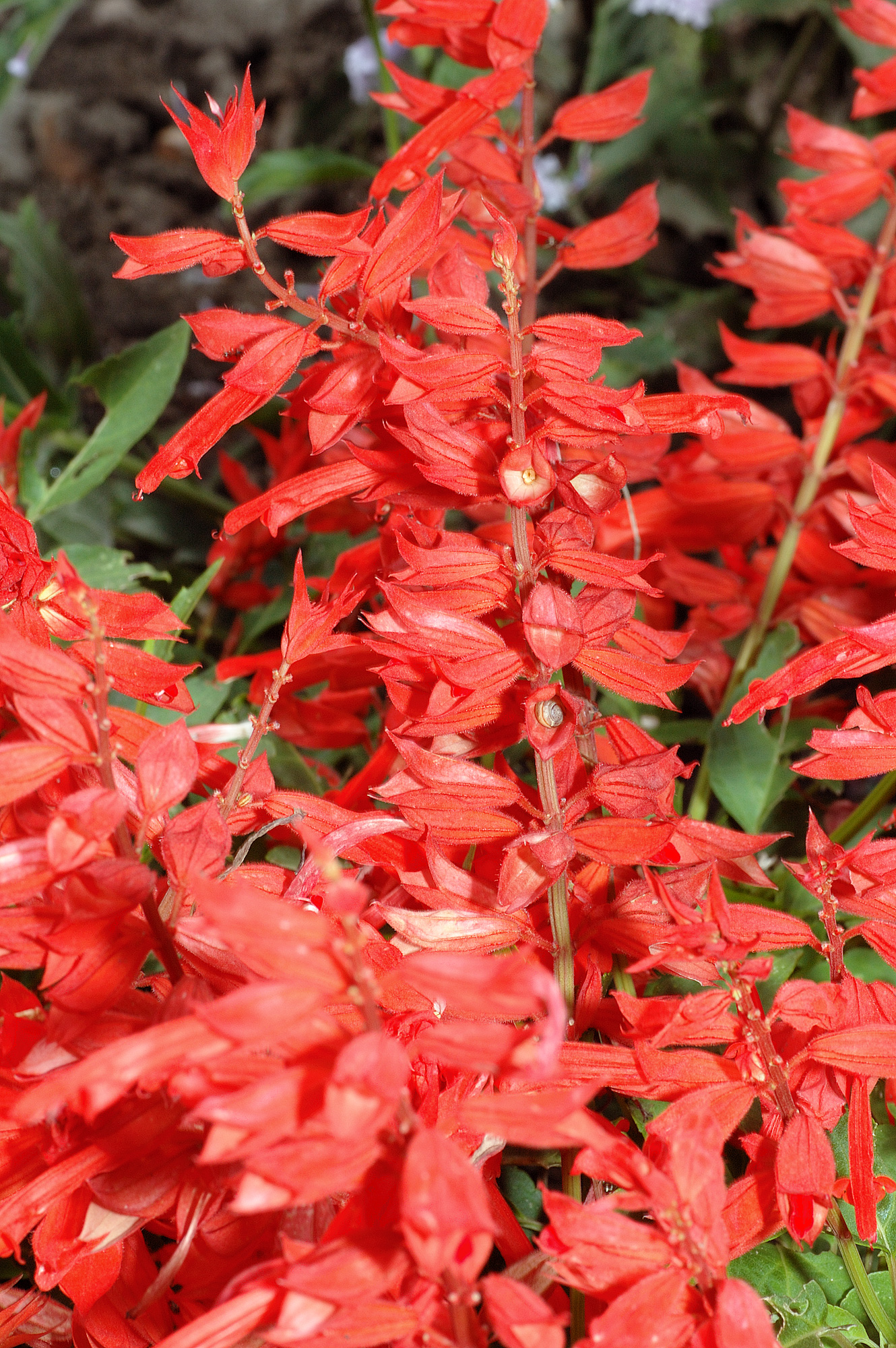
квіти

Форма
У природному ареалі це напівчагарник або багаторічна рослина, що досягає 50-150 см у висоту. Культурні сорти мають висоту 20-60 см.
Листя
Яйцеподібні, зубчасті по краю, звисаючі.
Квіти
Зібрані в суцвіття, червоні. У культурних сортів вони можуть бути лососевими, фіолетовими або білими. Цвіте з червня по жовтень.
Плоди
Дрібна коробочка з досить великими темно-коричневими насінням.

## Застосування
Декоративна рослина. Дуже популярна клумбова рослина. Труднощі з отриманням розсади компенсуються тривалим рясним цвітінням. Яскраво-червоні суцвіття чудово виглядають на клумбах. Вони також можуть бути прикрасою балконів в ящиках або горщиках.

## Культивування
В Україні культивується як однорічна рослина. Сіють з березня по квітень в ящики. Проростає при 18 °C через 7-14 днів. Підтримуйте постійну вологість. Вимагає проріджування. Висаджуйте на грядки в травні на відстані 20×40 см. Потрібен родючий, добре дренований, теплий, вологий ґрунт. Любить сонячні місця.

## Див.також
- Список видів роду шавлія